# Жаспар, Андре
Андре Жаспар (фр. André Jaspar; 18 декабря 1794, Льеж — 27 июня 1863, Англёр, ныне в составе Льежа) — бельгийский композитор и дирижёр.
Сын мастера-оловянщика Андре Жаспара (1764—1805). В 1804—1807 гг. пел в хоре мальчиков кафедрального собора Святого Павла. Затем учился игре на виолончели у священника Фердинанда Харзеуса, в дальнейшем выступал как виолончелист в полулюбительских струнных квартетах Льежа. В 1821—1826 гг. руководил музыкальной школой, распущенной в связи с открытием в 1827 г. Льежской консерватории; от предложенной ему в этой консерватории должности профессора сольфеджио Жаспар отказался. С 1830 г. выступал в Льеже как оркестровый и хоровой дирижёр. В 1840—1849 гг. капельмейстер собора Святого Павла.
Первое известное сочинение Жаспара — одноактная опера («пролог») «Аполлон и музы» (фр. Apollon et les Muses), прозвучавшая в 1821 г. на юбилейном концерте в честь 80-летия Андре Гретри. Ему принадлежат шесть симфоний (в сущности, коротких увертюр), из которых четыре программные: № 2 «Безумие Тассо» (фр. Folie du Tasse), № 3 «Возвращение с полей» (фр. Retour des champs), № 4 «Буря» (фр. Orage) и № 5 «Эбуронский бард» (фр. Le barde éburon). Среди других произведений Жаспара — «Двенадцать мелодий для скрипки и фортепиано», посвящённые Юберу Леонару, и различная религиозная музыка.
Сын — Жозеф Жаспар, заметный льежский промышленник; среди его потомков также архитектор Поль Жаспар, художник Марсель Жаспар и саксофонист Бобби Жаспар.